# Igor Viktorovitch Makarov
Pour les articles homonymes, voir Igor Makarov.
Igor Viktorovitch Makarov, né le 5 avril 1962 à Achgabat (Turkménistan), est un homme d'affaires russe. Il est le président du groupe international  ARETI (en), le président d'honneur de la Fédération russe de cyclisme (ru) après en avoir été président de 2010 à 2016, et, depuis 2011, membre du comité directeur de l'Union cycliste internationale (UCI).

## Études et direction d'Itera
Igor Makarov est diplômé de l'Université d'État du Turkménistan (en) en 1983. À l'issue de ses études, il est recruté par l’armée soviétique, et après avoir quitté l’armée, il devient enseignant à l'université de Kazan de 1986 à 1989.
En 1992, Makarov crée la société Itera (en). Celle-ci devient le principal exportateur de gaz du Turkménistan. Elle acquiert des actions de Gazprom, principale compagnie gazière russe, pour un faible prix, et devient ainsi propriétaire d'importants gisements de gaz. À son arrivée au pouvoir au début des années 2000, Vladimir Poutine change la direction de Gazprom et impose à Itera de rendre ses parts.
D'après la liste des milliardaires du magazine américain Forbes, Makarov a un patrimoine évalué à 1,9 milliard de dollars.
A la mi-2015, Igor Makarov procède à un « rebranding » du groupe. Il renomme ITERA en ARETI, inversant le nom original, afin de refléter les nouvelles stratégies et ambitions croissantes du groupe au niveau international.

## Cyclisme
Cycliste dans sa jeunesse, Igor Makarov est membre de l'équipe d'URSS pendant dix ans. À partir de 2008, il siège au comité directeur de la fédération russe de cyclisme. Il en devient président en juin 2010, puis président d'honneur en décembre 2016. En 2008, il participe à la création du Russian Global Cycling Project (RGCP), avec les dirigeants des sociétés Gazprom et Russian Technologies, Alexeï Miller et Sergueï Tchemezov. Il préside ce projet, qui comprend la création de plusieurs équipes cyclistes, dont l'équipe Katusha, lancée la même année, première équipe russe à évoluer au sein du World Tour.
En septembre 2011, Makarov devient membre du comité directeur de l'Union cycliste internationale.

## Vie privée
Il a deux enfants et réside en Floride. Il possède un yacht de 278 pieds de long, l'Areti, d'une valeur de 200 millions de dollars. Il possède deux avions, un Embrear ERJ-135 et Boeing 737.